# Geiswiller
Geiswiller (prononcé [ɡajsvilɛr]) est une ancienne commune française de la plaine d'Alsace située à 29,2 km au nord-ouest de Strasbourg dans le département du Bas-Rhin, en région Grand Est.
Cette commune se trouve dans la région historique et culturelle d'Alsace.
En 2016, la population légale est de 217 habitants. Village de milieu rural, Geiswiller est intégrée dans la communauté de communes du pays de la Zorn qui regroupe 27 localités autour de Hochfelden.

## Géographie
Geiswiller est située à 29,2 km au nord-ouest de Strasbourg, non loin de Hochfelden (5,9 km) dans la plaine d'Alsace.

## Toponymie
Geisweiler (1793), Geiswiller (1801). 

Pourrait provenir pour le préfixe de la racine indo-européenne Kas, Ges, qui signifie « la source » et du suffixe Villa, le domaine, la ferme.
Depuis la période médiévale, le préfixe a été rapproché de l'alsacien « Geis », la chèvre.

## Histoire
- Description de Geiswiller en 1702 : « Geiswiller est un petit lieu situé dans un fond où il n'y a qu'une petite chapelle »[3].
- La commune fusionne avec Zœbersdorf pour former la commune nouvelle de Geiswiller-Zœbersdorf le 1er janvier 2018[4].

### Héraldique
| Blason de Geiswiller | Blason  | D'argent à la chèvre saillante de sable, lampassée de gueules. |
| Blason de Geiswiller | Détails | Armes parlantes (Geiß signifie « chèvre » en allemand).        |

## Politique et administration
| Période                                  | Période          | Identité     | Étiquette | Qualité |
| ---------------------------------------- | ---------------- | ------------ | --------- | ------- |
| 2001                                     | 31 décembre 2017 | Georges Beck |           |         |
| Les données manquantes sont à compléter. |                  |              |           |         |

## Démographie
L'évolution du nombre d'habitants est connue à travers les recensements de la population effectués dans la commune depuis 1793. Pour les communes de moins de 10 000 habitants, une enquête de recensement portant sur toute la population est réalisée tous les cinq ans, les populations de référence des années intermédiaires étant quant à elles estimées par interpolation ou extrapolation. Pour la commune, le premier recensement exhaustif entrant dans le cadre du nouveau dispositif a été réalisé en 2005.

En 2016, la commune comptait 217 habitants, en évolution de +9,6 % par rapport à 2010 (Bas-Rhin : +3,17 %, France hors Mayotte : +2,11 %).
| 1793 | 1800 | 1806 | 1821 | 1831 | 1836 | 1841 | 1846 | 1851 |
| ---- | ---- | ---- | ---- | ---- | ---- | ---- | ---- | ---- |
| 195  | 211  | 198  | 232  | 240  | 240  | 217  | 232  | 249  |

| 1856 | 1861 | 1866 | 1871 | 1875 | 1880 | 1885 | 1890 | 1895 |
| ---- | ---- | ---- | ---- | ---- | ---- | ---- | ---- | ---- |
| 242  | 227  | 226  | 240  | 252  | 248  | 249  | 248  | 236  |

| 1900 | 1905 | 1910 | 1921 | 1926 | 1931 | 1936 | 1946 | 1954 |
| ---- | ---- | ---- | ---- | ---- | ---- | ---- | ---- | ---- |
| 233  | 234  | 244  | 230  | 206  | 192  | 182  | 206  | 188  |

| 1962 | 1968 | 1975 | 1982 | 1990 | 1999 | 2005 | 2006 | 2010 |
| ---- | ---- | ---- | ---- | ---- | ---- | ---- | ---- | ---- |
| 194  | 187  | 161  | 168  | 166  | 190  | 200  | 210  | 198  |

| 2015 | 2016 | - | - | - | - | - | - | - |
| ---- | ---- | - | - | - | - | - | - | - |
| 218  | 217  | - | - | - | - | - | - | - |

## Culture locale et patrimoine

### Lieux et monuments
La commune de Geiswiller possède un square pour enfants proche du terrain de football et un terrain de pétanque. Un spacieux préau sert d'abri aux fêtes estivales.

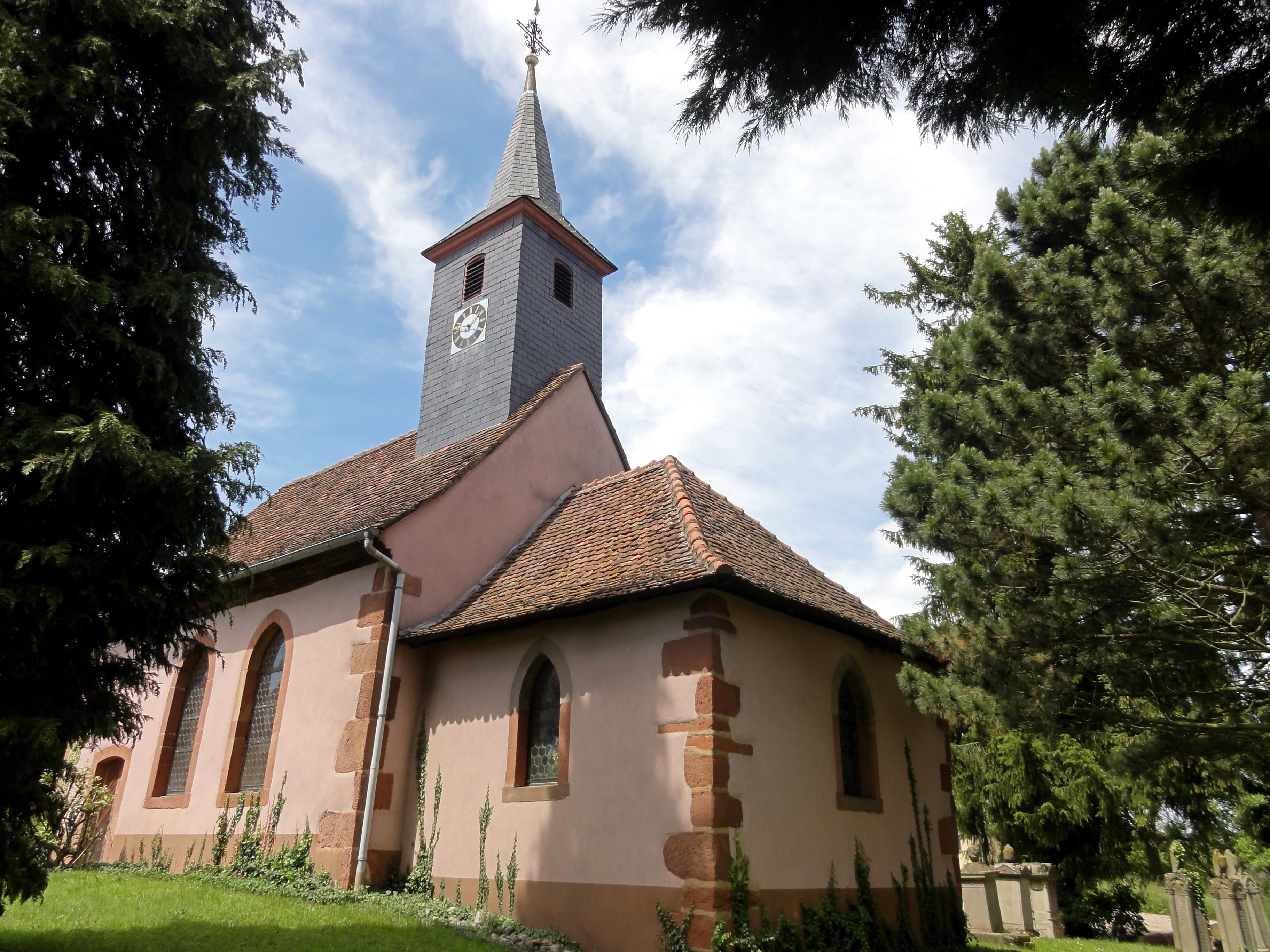
Église Protestante (1737) Rue Principale à Geiswiller
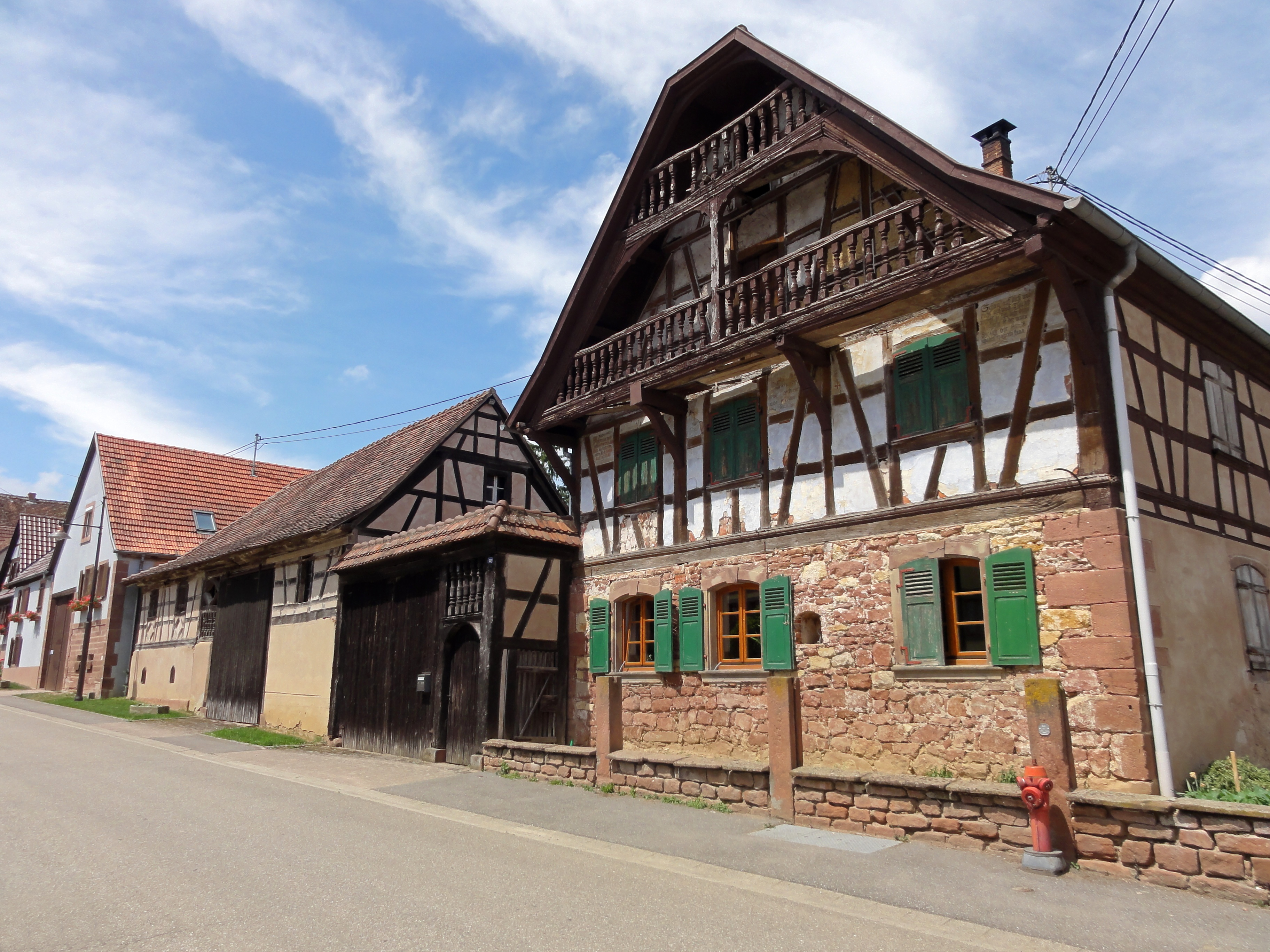
Ferme (XVIIIe) 20 Rue Principale à Geiswiller
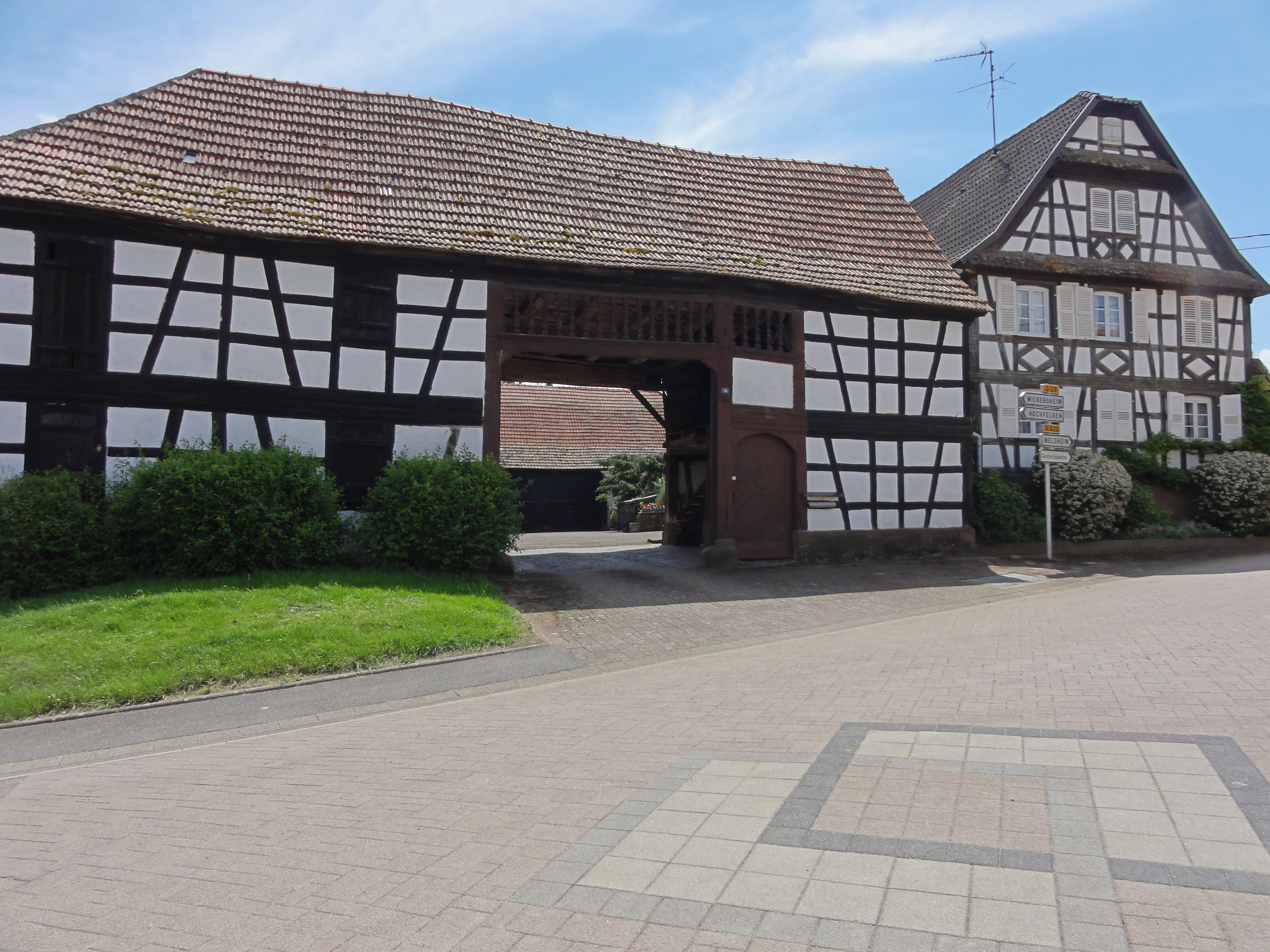
Ferme (XVIIIe-XIXe siècle) 35 Rue Principale à Geiswiller
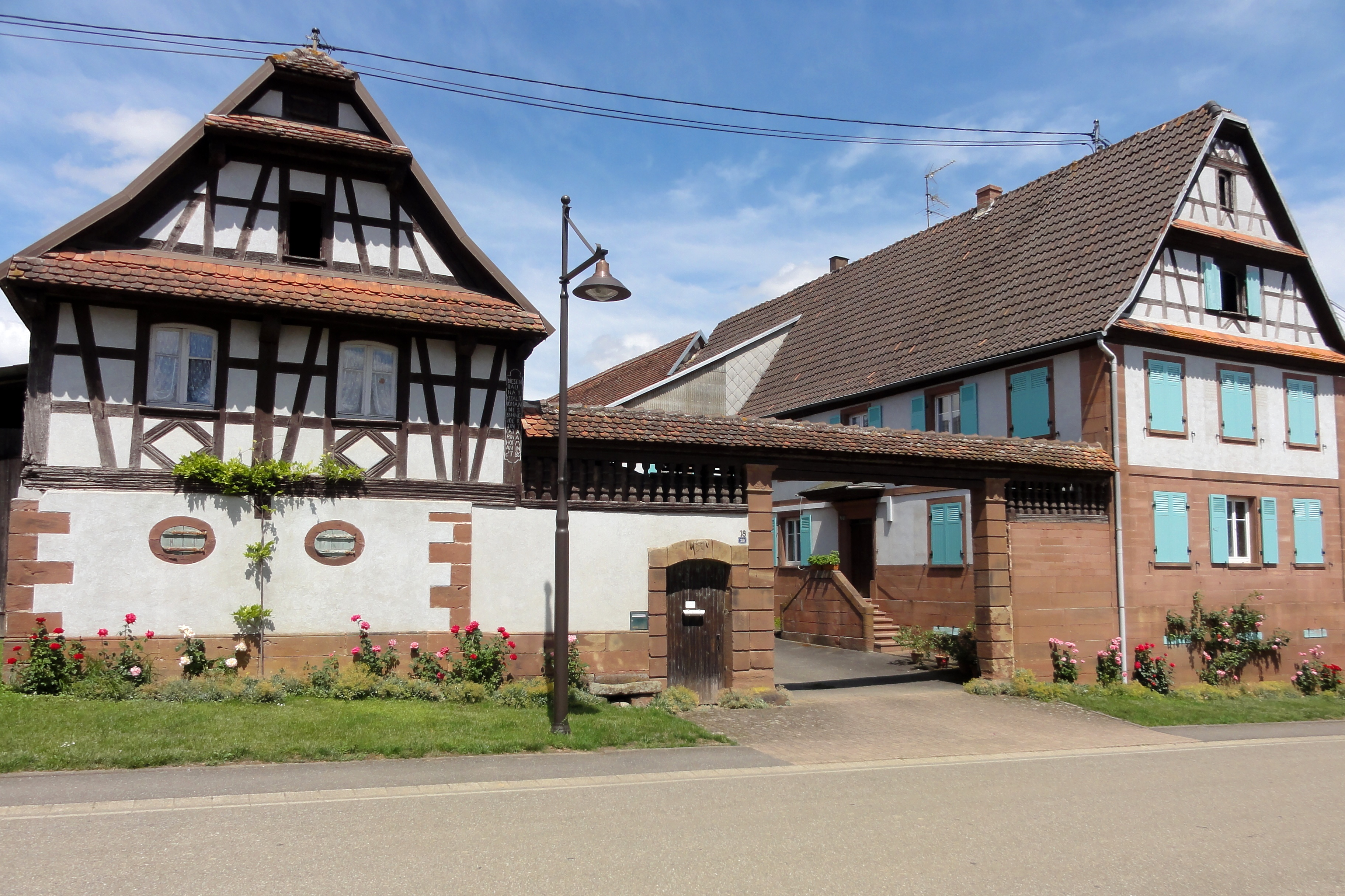
Ferme (XVIIIe-XIXe siècle) 26 Rue Principale à Geiswiller